# Écluse Notre-Dame-de-la-Garenne
L'écluse Notre-Dame-de-la-Garenne ou barrage de Port-Mort est un système combinant barrage, barrage hydroélectrique et écluses, rencontré sur le cours montant de la Seine à 40,495 km en amont du barrage de Poses, au point kilométrique (PK) 161,265, dans le département de l'Eure.
Depuis 1962, année de reconstruction (mécanisation) des installations, une centrale hydroélectrique lui est adjointe.

## Historique
Au XVIIIe siècle, le site dispose naturellement d'un déversoir. C'est la raison qui motive le choix de le retenir pour y bâtir un système artificiel de régulation favorisant notamment la navigation fluviale sur la Seine.
Une première écluse moderne remonte à 1848. Hildevert Hersent, un Eurois, s'y est illustré, lui qui mit au point par la suite, l'emploi de l'air comprimé à haute pression pour les chantiers du même genre qui lui furent confiés. Le premier ouvrage est placé sous la direction de l'ingénieur Henri Emmery.
Puis, dès 1864, des réflexions sont menées pour encore mieux maîtriser les conditions de navigation : le bief s'étendant de Notre-Dame à Poses-Amfreville est alors chiffré à 1 241 000 francs.
Un rapport du préfet de Seine-et-Oise du 21 août 1865 expose la liste des biefs à construire.
L'étude préalable donne ainsi lieu à un marché de travaux divisé en trois lots respectivement attribués aux établissements Prégermain Frères (Saint-Pierre-la-Garenne), l'entreprise suisse de Conrad Zschokke (de) (1842-1918) et, enfin, les établissements Eiffel (3 octobre 1881).
Le barrage et ses écluses sont construits de 1879 à 1889. Le barrage est de type à déversoir mobile, l'eau passant au-dessus de la structure mobile. Il est constitué de poutres métalliques et de bardages de béton. Le chantier est réalisé sous la direction de l'ingénieur Émile Nouguier. Il est mis en service en 1889. Le barrage présente une chute d'eau de 4 mètres.

## Situation

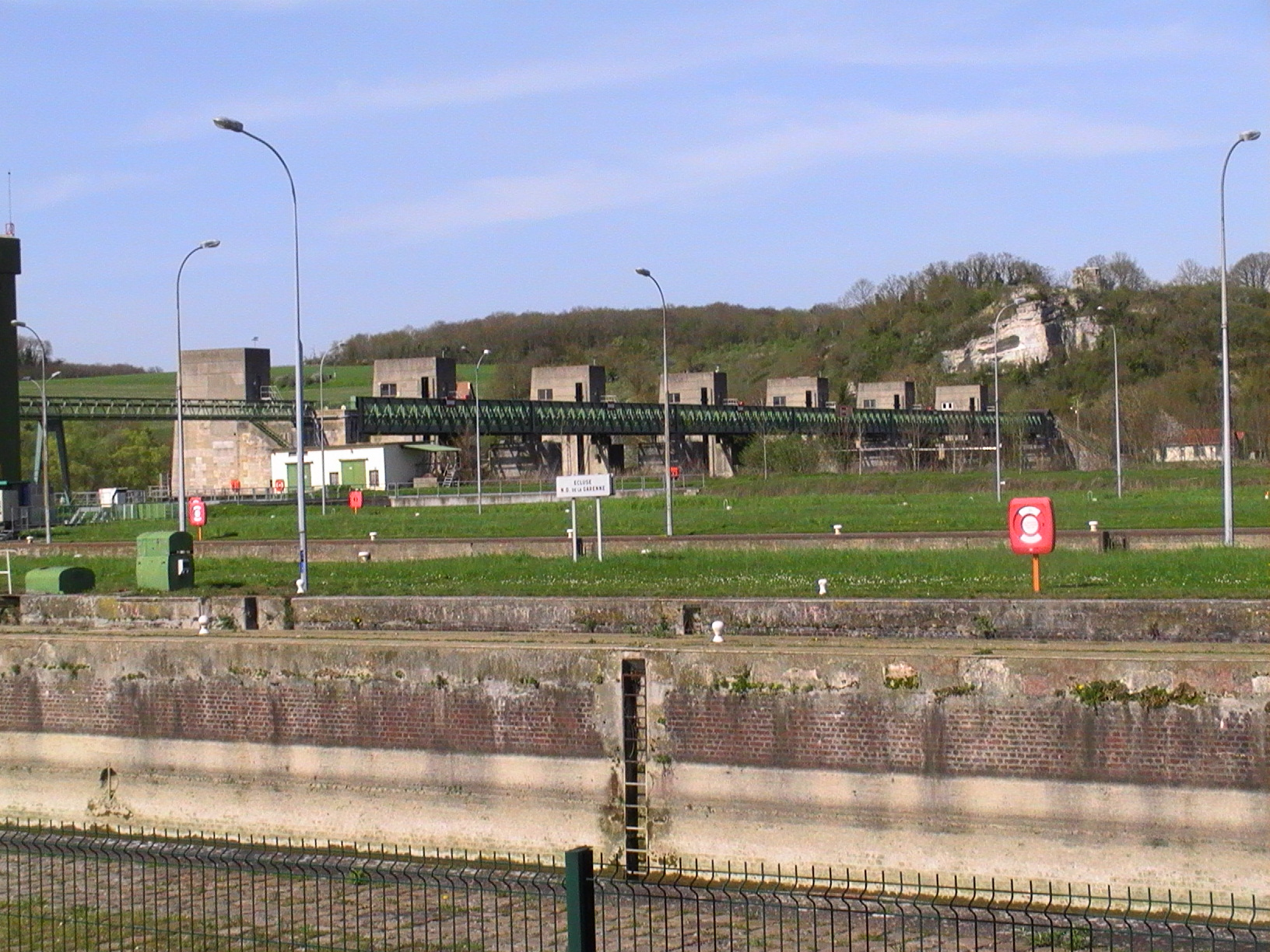
Les écluses au premier plan
Le système de barrage en arrière-plan.

L'ensemble des constructions se situent entre les communes de Saint-Pierre-la-Garenne sur la rive gauche et Port-Mort sur la rive droite, à 12,35 mètres d'altitude. Une passerelle  surmonte l'ensemble des installations et permet le passage des piétons et cyclistes au-dessus du fleuve.
En partant de Port-Mort, on rencontre successivement au long des 201 mètres :
- La centrale hydroélectrique[7]
- Le barrage proprement dit disposé en 6 passes dont 2 navigables
- l'île Besac [8]
- L'échelle de remontée des poissons (ca 2000)
- Les 3 écluses parallèles et la 4e, longue de 185 m et large de 24 m réaménagée en 1977[9], légèrement en biais, toutes de tailles différentes (la plus ancienne affichant 12 mètres de largeur et une longueur de 113 mètres à l'origine[10]).

## Caractéristiques techniques
- hauteur de retenue de 4 mètres
- débit moyen : n.d.
- crue décennale : n.d.
- crue de 1910 : 14,66 mètres[11]
- étiage quinquennal : n.d.
- puissance de la centrale électrique : 8 mégawatts, 4 turbines[7]

## Trafic
L'écluse exploitée en permanence porte le no 4, la no 3 assurant une alternative à la permanence de la navigation.
24 navires de tous types franchissent les écluses journellement, l'année 2017 ayant compté un peu moins de 9 000 bateaux dont quelque 1 200 de plaisance.

## Fonctionnement
L'écluse nécessite l'emploi de sept éclusiers et onze agents de maintenance.

## Biodiversité
Une échelle à poissons favorise depuis 2008 la remontée du saumon et de l'anguille. La passe est aménagée entre les écluses et le barrage.
Un dispositif de bio-télémétrie permet de mesurer la dynamique de migration des poissons observés.
En août 2022, un béluga se retrouve coincé dans un des bassins de l'écluse. Il y reste plusieurs jours avant une tentative de sauvetage de la Sea Sheperd. Il perd malheureusement la vie lors de son transport vers le port de Ouistreham.

## Dans les arts
Adrien-Jacques Sauzay (1854-1928) a peint une toile intitulée Vieille écluse de Notre-Dame de la Garenne.